# Överföringskapacitet
Överföringskapacitet är i datorsammanhang den mängd data som en dator kan överföra från en enhet till en annan under en viss tid. Man mäter vanligtvis överföringskapaciteten i antal bitar per sekund (bps). Om en uppkoppling har en överföringskapacitet på över 2 Mbps klassas det som bredband. Den maximala volymen når däremot inte upp helt till den kapacitet man sitter på. Detta eftersom de paket datat skickas i innehåller kontrolldata (som exempelvis ser till att all information kommit fram) samt mottagarens adress.
Vid analoga sändningar bestäms överföringskapaciteten av bandbredden (mätt i Hertz) som utnyttjas tillsammans med den modulationsmetod (exempelvis Frekvensmodulering eller Amplitudmodulering som används.